# Рудольф Зінгуле
Рудольф Вільгельм Зінгуле (нім. Rudolf Wilhelm Singule; 8 квітня 1883 — 2 травня 1945) — австро-угорський і німецький офіцер-підводник, корветтен-капітан крігсмаріне. Кавалер лицарського хреста Військового ордена Марії Терезії.

## Біографія
Син чиновника. Коли Рудольф підріс він вибрав військово-морську кар'єру. Середню освіту він здобув у Військовому училищі в Кісмартоні, потім продовжив навчання в Морські академії в Фіуме. Успішно склав іспити і з 1901 року почав службу в рядах військово-морських сил Австро-Угорщини. Рудольф Зінгуле почав службу на броненосці берегової оборони SMS Budapest. Потім в 1903—1904 роках на бронепалубних крейсері SMS Aspern зробив плавання в Східноазіатський регіон. Пізніше продовжив службу на броненосці берегової оборони SMS Wien.
У 1909 році став одним з перших, хто вступив на нещодавно створені підводні човни на базі в Пулі. Тут він швидко продемонстрував серйозні успіхи, ставши офіцером-підводникам. 21 вересня 1912 року призначений командиром підводного човна SM U-4, цю посаду займав до 7 липня 1913 року. З липня 1913 року командував міноносцем SM Tb 32. У 1914 році командував міноносцем SM Tb 78T.

### Перша світова війна
9 квітня 1915 року Рудольф Зінгуле знову призначений командиром човна SM U-4. 14 травня 1915 року на своєму човні здійснював пошук зниклої SM U-3. 24 травня 1915 року в затоці Дрин, невдало атакував італійський крейсер Puglia. 9 червня 1915 року торпедував і пошкодив британський крейсер Dublin, який повертався після обстрілу албанського узбережжя в оточенні 6 міноносців. Крейсер втратив хід, був узятий на буксир і насилу відбуксирований на базу. 28 червня 1915 року SM U-4 виявив зниклий гідролітак L 43 і відбуксирував його до свого берега.
18 липня 1915 року на основі агентурних даних був посланий на SM U-4 до острову Пелагоса, для протидії спробам захоплення його італійцями. Дані виявилися вірними. Вранці того ж дня 5-а дивізія крейсерів 2-ї ескадри Королівських військово-морських сил Італії (броненосні крейсери Guiseppe Garibaldi, Varese, Francesco Ferruccio і Vettor Pisani) виконувала бойове завдання з бомбардування залізниці Рагуза-Катарро на Адріатичному узбережжі Австрії. Раптово італійські моряки менш ніж в чотирьохстах метрах від крейсера Guiseppe Garibaldi виявили підводний човен SM U-4. Зінгуле випустив по противнику дві торпеди, від першої з яких італійський крейсер зумів ухилитися. Друга торпеда потрапила практично в центр корабля, вибухнувши поруч з вугільної ямою. Guiseppe Garibaldi швидко пішов на дно. З 575 членів його екіпажу 53 людини загинули, решта були підібрані підійшли есмінцями.
Всього за час бойових дій потопив 14 транспортних суден загальною водотоннажністю 15 039 брт і 1 військовий корабель (7 234 брт), захопив 2 кораблі в якості призу, а також пошкодив 2 транспорти (3 535 брт) і 1 військовий корабель (5 400 брт). Таким чином, Зінгуле став третім за результативність австро-угорським підводником.
| Дата            | Назва                      | Тип                                     | Тоннаж, брт | Вантаж                                                               | Країна             |
| --------------- | -------------------------- | --------------------------------------- | ----------- | -------------------------------------------------------------------- | ------------------ |
| 9 червня 1915   | Dublin (hms) (пошкоджений) | Легкий крейсер                          | 5,400       |                                                                      | Британська імперія |
| 18 липня 1915   | Giuseppe Garibaldi         | Панцерний крейсер                       | 7,234       |                                                                      | Королівство Італія |
| 9 грудня 1915   | Gjovadje (приз)            | Вітрильник                              | невідомо    |                                                                      | Албанія            |
| 9 грудня 1915   | Papagallo                  | Вітрильник                              | 10          |                                                                      | Албанія            |
| 3 січня 1916    | Halil (приз)               | Вітрильник                              | 3           |                                                                      | Албанія            |
| 2 лютого 1916   | Jean Bart Ii               | Протичовновий патрульний вітрильник     | 475         |                                                                      | Франція            |
| 30 березня 1916 | John Pritchard             | Вітрильник (трищоглова дерев'яна шхуна) | 118         | Вибухівка (за іншими даними — баласт).                               | Британська імперія |
| 14 серпня 1916  | Pantellaria                | Вітрильник (шхуна)                      | 204         |                                                                      | Королівство Італія |
| 14 вересня 1916 | Inverbervie                | Пароплав                                | 4,309       | Вугілля і 4 моторних катери на палубі (один з них вдалось вятувати). | Британська імперія |
| 14 вересня 1916 | Ml 246 (пошкоджений)       | Motor Launch                            | 37          |                                                                      | Британська імперія |
| 14 вересня 1916 | Italia (пошкоджений)       | Пароплав                                | 3,498       |                                                                      | Королівство Італія |
| 14 вересня 1916 | Ml 230                     | Motor Launch                            | 37          |                                                                      | Британська імперія |
| 14 вересня 1916 | Ml 253                     | Motor Launch                            | 37          |                                                                      | Британська імперія |
| 14 вересня 1916 | Ml 255                     | Motor Launch                            | 37          |                                                                      | Британська імперія |
| 13 жовтня 1916  | Margaretha                 | Пароплав                                | 2,092       |                                                                      | Королівство Італія |
| 4 травня 1917   | Perseo                     | Пасажирський пароплав                   | 4,857       |                                                                      | Королівство Італія |
| 30 травня 1917  | Italia                     | Озброєний доглядовий пароплав           | 1,305       |                                                                      | Франція            |
| 19 червня 1917  | Cefira                     | Пароплав                                | 411         |                                                                      | Франція            |
| 19 червня 1917  | Edouard Corbiere           | Протичовновий патрульний вітрильник     | 475         |                                                                      | Франція            |
| 12 липня 1917   | Berthilde                  | Рятувальний вітрильник                  | 672         |                                                                      | Франція            |

8 листопада 1915 року невдало атакував британський крейсер Diamond, 7 лютого 1916 року — британський крейсер типу Birmingham, 2 серпня 1916 року — італійський крейсер Nino Bixio, 5 серпня 1916 року — ворожий підводний човен (обидві торпеди пройшли повз).

### Подальше життя
Після війни Зінгуле переїхав до Чехословаччини і оселився в Брно, де працював клерком у пенсійній страхової компанії.
У 1939 році, після початку Другої світової війни, Рудольф Зінгуле був призваний на службу в крігсмаріне. В якості інструктора офіцерів-підводників служив на базах в Італії і в Кілі. З 16 жовтня 1941 року по 29 квітня 1942 року командував навчальним підводним човном UD-4 (колишній човен ВМС Нідерландів HNLMS O26), який входив до складу 5-ї (навчальної) флотилії в Кілі. У бойових походах не брав участі. У квітні 1943 року після досягнення 60 річного віку звільнений з військової служби і повернувся в Брно.
2 травня 1945 року Зінгуле був убитий п'яними солдатами-червоноармійцями при спробі захистити невідому жінку. Він був таємно похований 4 травня 1945 року зі своєю першою дружиною.
30 березні 1983 року останки Зінгуле були перенесені і поховані поруч з могилами родичів однієї з його дочок. 11 листопада 2006 року з ініціативи Ради міста Брно відбулося урочисте перепоховання праху Рудольфа Зінгуле на центральне кладовище міста Брно. Тепер його могила знаходиться на відреставрованому військовим відомством центральному кладовищі Брно (ділянка 58, могила № 72).

## Сім'я
У 1911 році одружився з Дорою Шнайдер (1887—1940). В шлюбі народились 3 дочки: Марта (1913), Анна (1914) і Елізабет (1920).
У 1943 році одружився з Маргаритою фон Браузеветтер.

## Звання
- Кадет (28 червня 1901)
- Лейтенант фрегата (1 травня 1906)
- Лейтенант лінкора (1 травня 1911)
- Капітан-лейтенант (1939)
- Корветтен-капітан (1 лютого 1942)

## Нагороди
- Ювілейний хрест
- Бронзова і срібна медаль «За військові заслуги» (Австро-Угорщина) з мечами
- Хрест «За військові заслуги» (Австро-Угорщина) 3-го класу з військовою відзнакою і мечами
- Орден Залізної Корони 3-го класу з військовою відзнакою і мечами
- Орден Леопольда (Австрія), лицарський хрест з військовою відзнакою і мечами
- Військовий Хрест Карла
- Залізний хрест 2-го і 1-го класу
- Золота медаль за хоробрість (Австро-Угорщина) для офіцерів — вручена після війни Орденською радою Військового ордена Марії Терезії.
- Військовий орден Марії Терезії, лицарський хрест (21 грудня 1929)
- Пам'ятна військова медаль (Австрія) з мечами (1932)
- Почесний хрест ветерана війни з мечами
- Нагрудний знак підводника